# Хотелек
Хотелек (пол. Chotelek) — село в Польщі, у гміні Бусько-Здруй Буського повіту Свентокшиського воєводства.
Населення — 306 осіб (2011).
У 1975-1998 роках село належало до Келецького воєводства.

## Демографія
Демографічна структура на день 31 березня 2011 року:
|          | Загалом | Допрацездатний вік | Працездатний вік | Постпрацездатний вік |
| -------- | ------- | ------------------ | ---------------- | -------------------- |
| Чоловіки | 147     | 25                 | 105              | 17                   |
| Жінки    | 159     | 33                 | 87               | 39                   |
| Разом    | 306     | 58                 | 192              | 56                   |